# 日産・ニューヴ
日産・ニューヴ (NUVU) は、日産自動車が開発したコンセプトカーである。

## 概要
2008年10月のモンディアル・ド・ロトモビルにおいて発表。全長3m、乗車定員3人の電気自動車のコンセプトカー。
デザインは熱帯魚をモチーフとしており、座席配列については、運転席の斜め後ろに助手席を、助手席前方にダッシュボード側に折畳み可能の補助席を配置している。
モーターはボディ後部に設置され、駆動方式をRRとしたことで、前輪の切れ角が大きく取れ、最小回転半径を3.7mとした。
モーター用電源には、自社開発のリチウムイオンバッテリーを使用し、シート下部に収容される。家庭用コンセントからの充電が可能で、充電時間は220Vコンセントで3-4時間、急速充電器で10-20分となる。
詳細スペックは非公表だが、最高速度は120km/h、最大航続距離125kmとなる。また、天井部には小型ソーラーパネルが装備され、走行中も充電が可能となっている。

## 車名の由来
「New View」（新しい思考）からの造語。